# Tortonese
Il Tortonese (Turtunes in dialetto tortonese) è una regione geografica del Piemonte. Insiste nell'area orientale della provincia di Alessandria e confina a nord e ad est con la Lombardia (provincia di Pavia) e, nell'estrema punta meridionale, presso il monte Chiappo, in parte con l'Emilia-Romagna (provincia di Piacenza). Trae il proprio nome dalla città di Tortona, antico comune di fondazione romana.
Il Tortonese è delimitato:
- a est dall'Oltrepò Pavese (Lombardia)
- a nord dal Po che lo divide dalla Lomellina (Lombardia)
- a ovest dallo Scrivia che lo divide all'Alessandrino
- a sud dall'Appennino Ligure che lo divide dalla val Borbera, parte del Novese

## Geografia

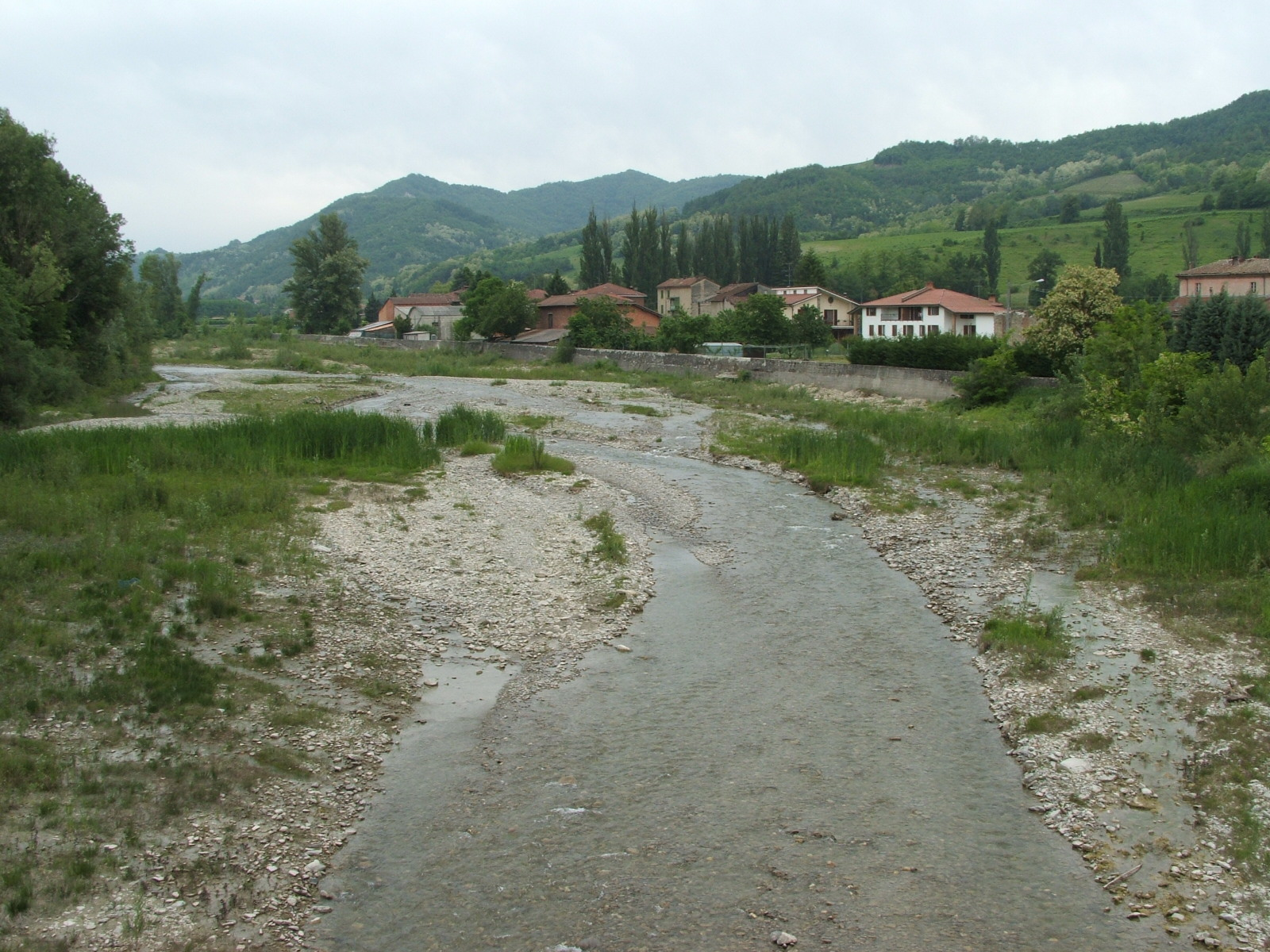
Torrente Curone

### Monti
Monti oltre i 1000 m.
| Denominazione | Altezza (m) | Luogo                   |
| ------------- | ----------- | ----------------------- |
| Monte Chiappo | 1.699 m     | Gruppo del Monte Antola |
| Monte Ebro    | 1.701 m     | Gruppo del Monte Antola |
| Monte Giarolo | 1.473 m     | Gruppo del Monte Antola |
| Monte Gropà   | 1.433 m     | Gruppo del Monte Antola |

### Idrografia

#### Fiumi
| Denominazione | Altitudine della sorgente |
| ------------- | ------------------------- |
| Curone        | 1.500 m                   |
| Grue          | 636 m                     |
| Ossona        | 400 m                     |
| Scrivia       | 1.300 m                   |

## Storia
Sebbene la città di Tortona sia stata storicamente avversaria di Pavia e alleata di Milano (che la incluse nei possedimenti del Ducato nel 1347 e nel quale restò fino al 1738), diverse località del suo circondario fecero parte o ebbero stretti legami con il Pavese e la Lomellina per secoli, con ultimo il comune di Isola Sant'Antonio che lasciò la provincia di Pavia nel 1878.

## Il dialetto tortonese
A motivo della particolare collocazione geografica, nel territorio viene parlato il dialetto tortonese, una varietà tradizionalmente ascritta all'emiliano ma con una forte influenza lombarda (considerato altresì dialetto di crocevia lombardo-emiliano), con elementi di transizione verso il piemontese e minori influenze liguri. Il tortonese è affine al dialetto oltrepadano parlato nella Lombardia meridionale e più in generale a quel complesso di dialetti compresi nell'area tra le province di Pavia e Piacenza.. È invece di tipo ligure il dialetto parlato in alta Val Curone (a monte di Brignano) e nel comune di Garbagna.

## Prodotti tipici
Spiccate analogie accostano la tradizione gastronomica del Tortonese a quella lombarda dell'Oltrepò pavese e alla cucina piacentina soprattutto nei salumi, nei formaggi e in altre peraparazioni quali la zuppa di ceci, le tagliatelle con l'ajà (salsa di noci), la panada e i farsö (frittelle tipiche della ricorrenza di San Giuseppe). 
Di Tortona sono originari i baci di dama dorati, dolcetti a base di nocciole e cioccolato.
Altri prodotti enogastronomici tipici del tortonese sono:
- le fragoline profumate di Tortona
- la farina del mais Otto File Tortonese
- gli agnolotti
- la gazzosa, bianca e rossa
- i tartufi
- il Timorasso, vino bianco secco D.O.C.  "Colli Tortonesi", ricavato dall'omonima tradizionale uva autoctona, che si presta anche all'invecchiamento.

## Amministrazioni

### Comuni

Tortona

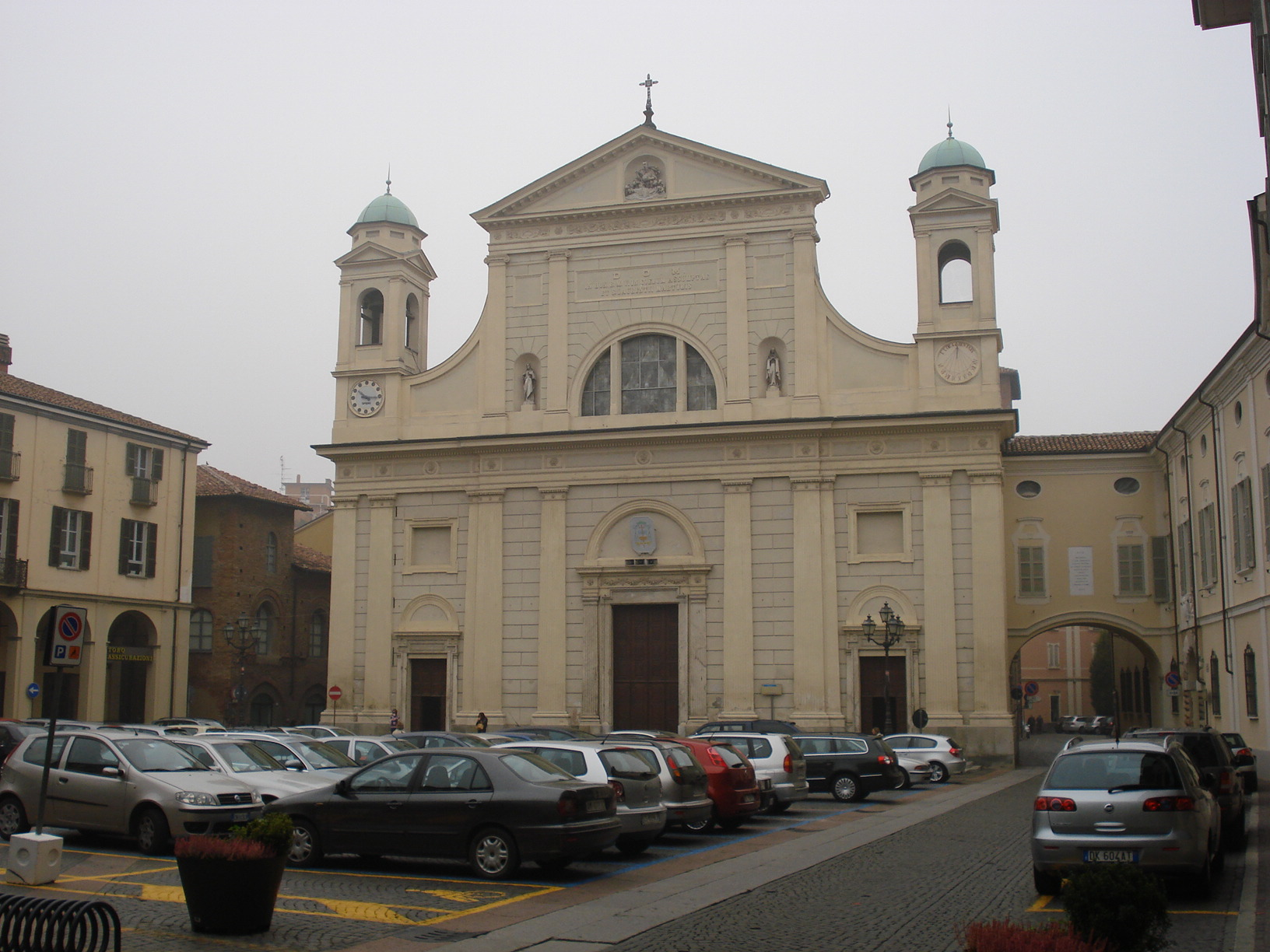
Duomo di Tortona

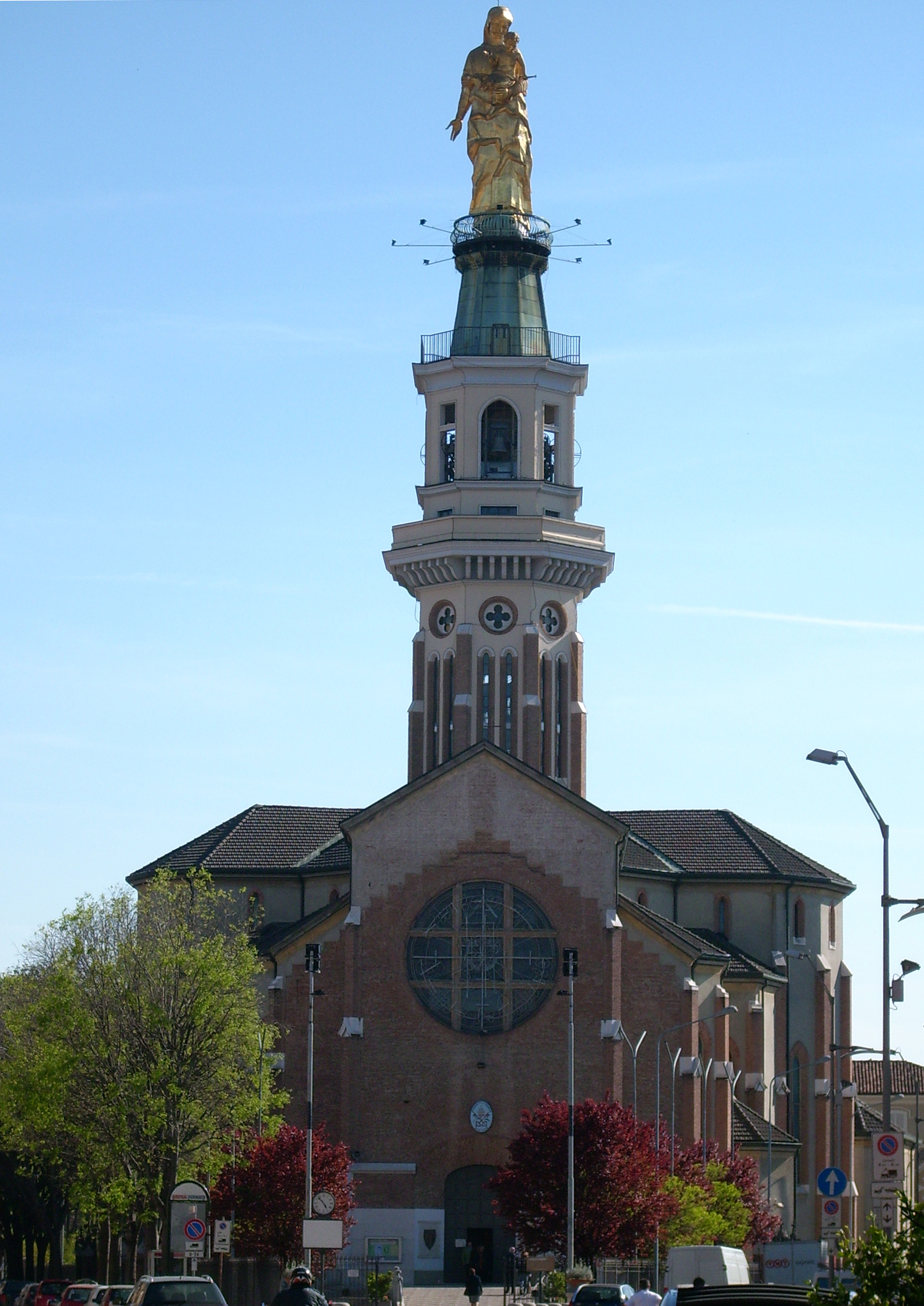
Santuario di Nostra Signora della Guardia (Tortona)

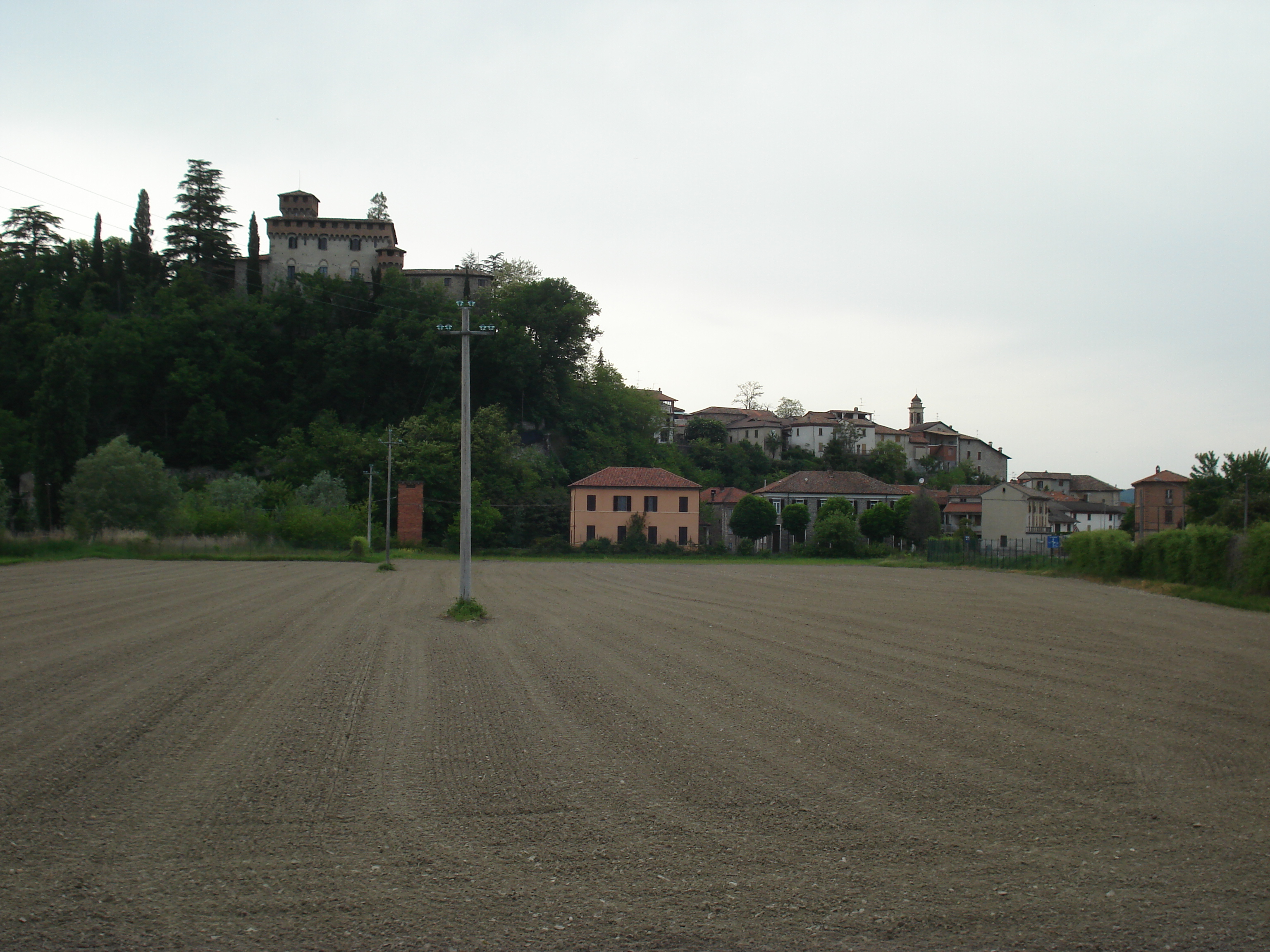
Brignano-Frascata

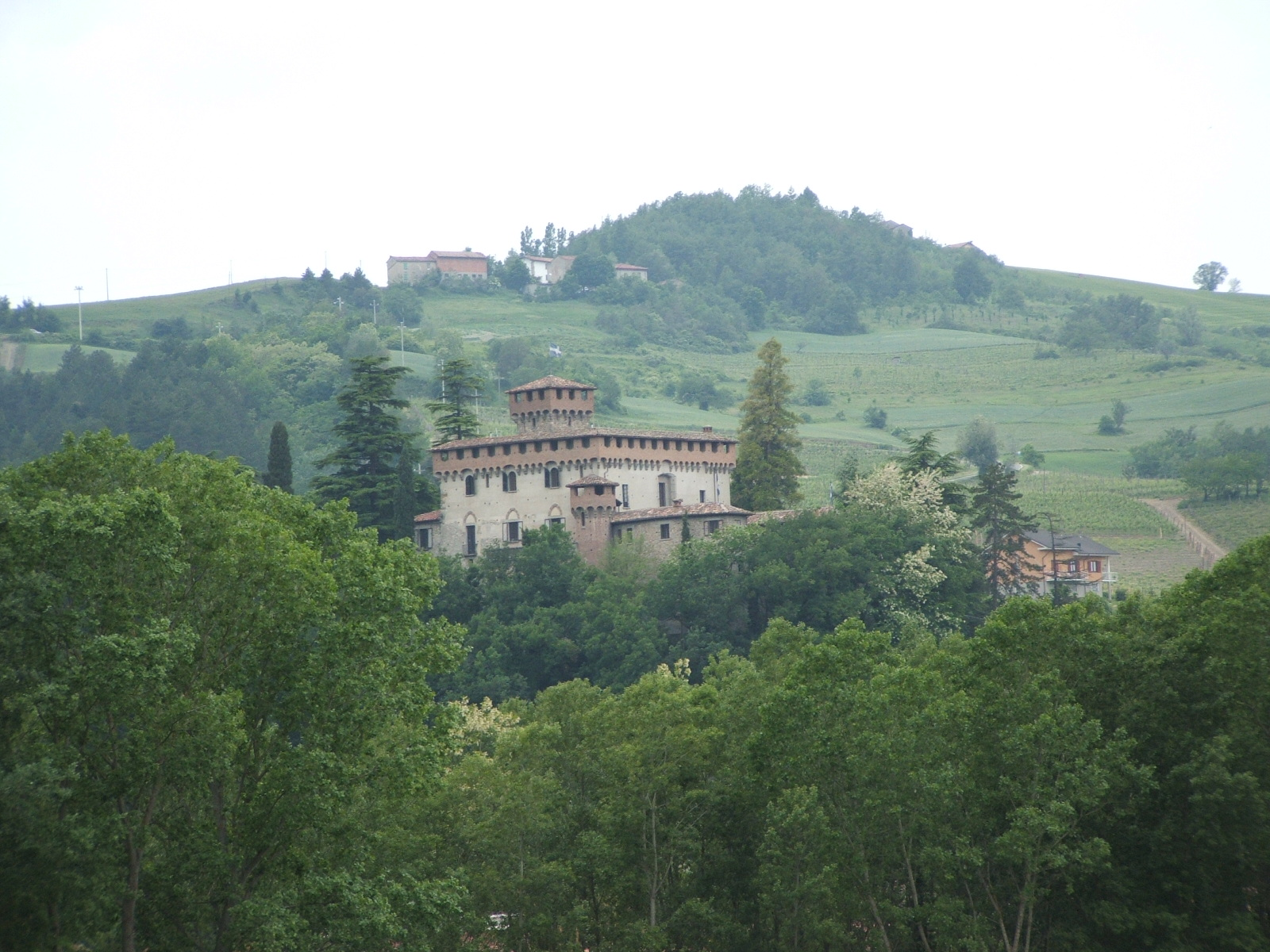
Castello Bruzzo di Brignano-Frascata

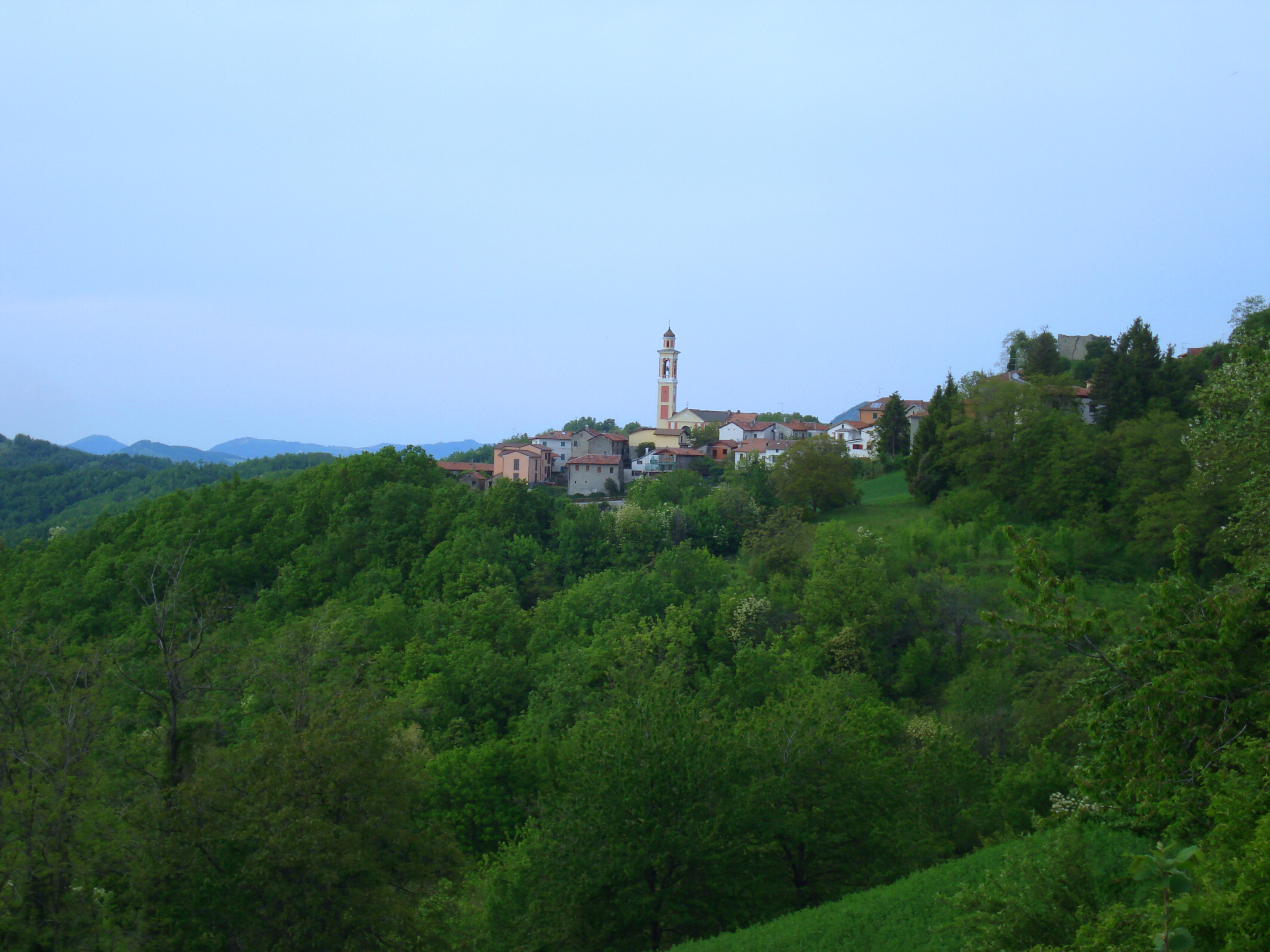
Dernice

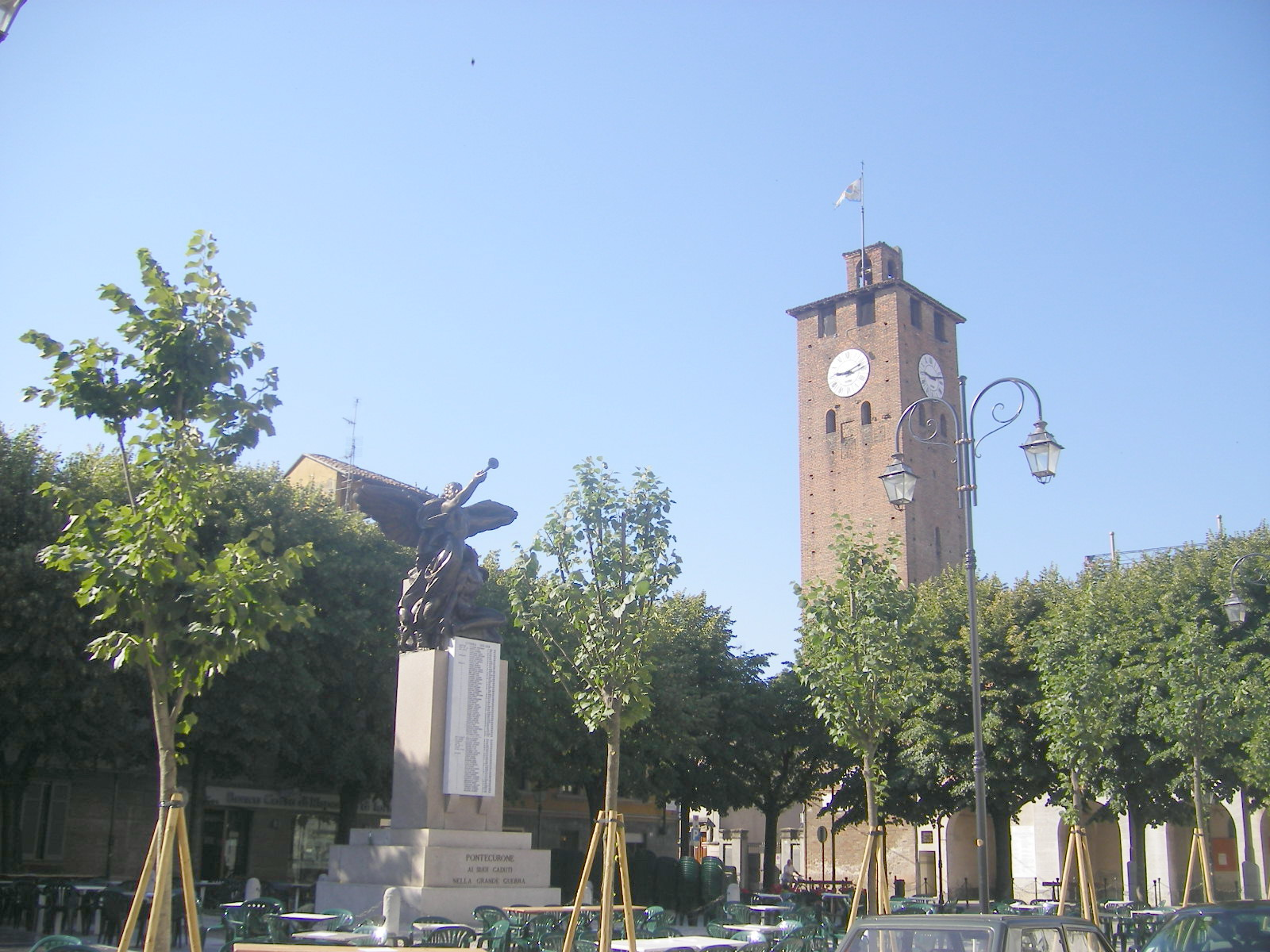
Pontecurone

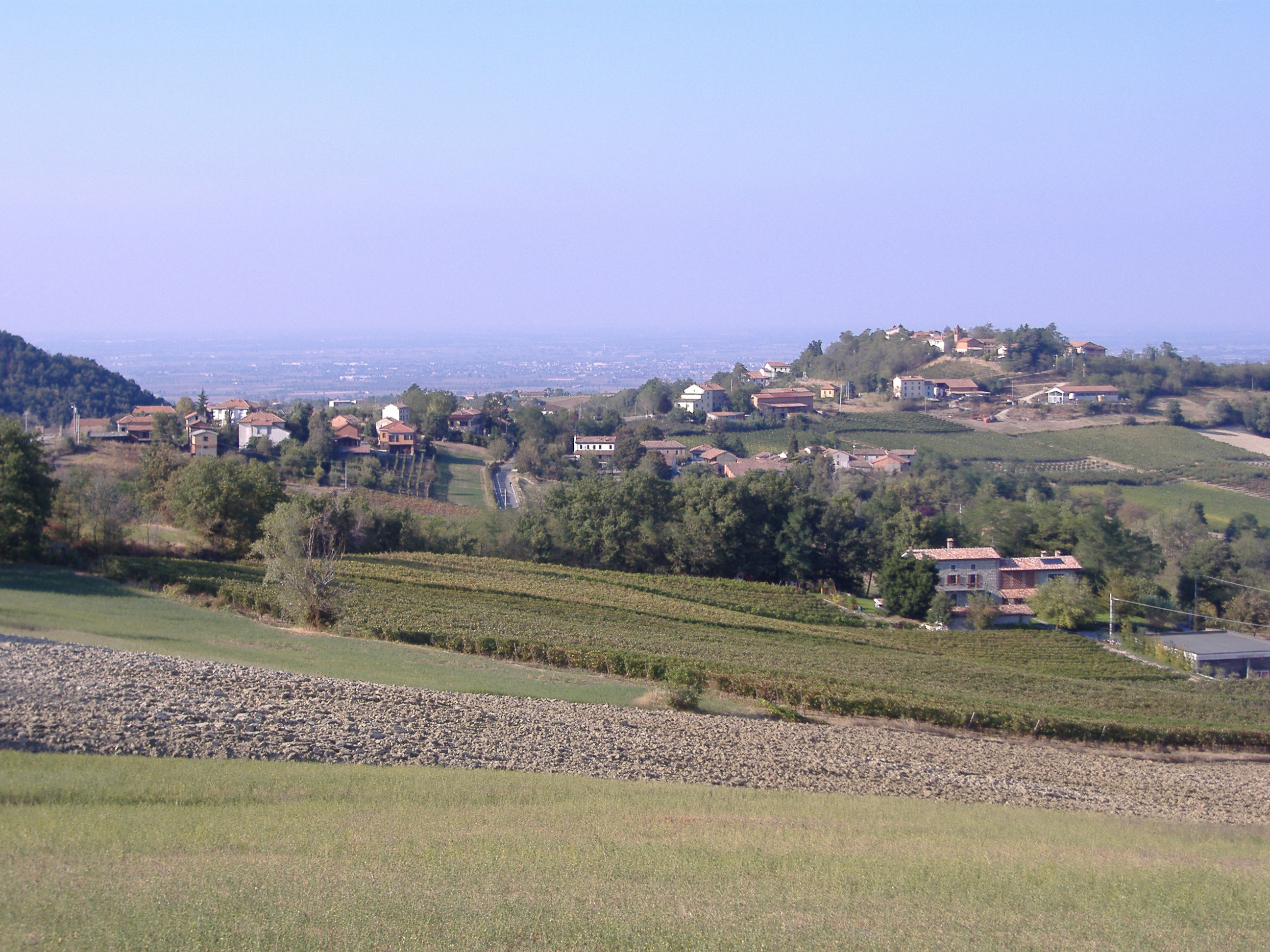
Pozzol Groppo

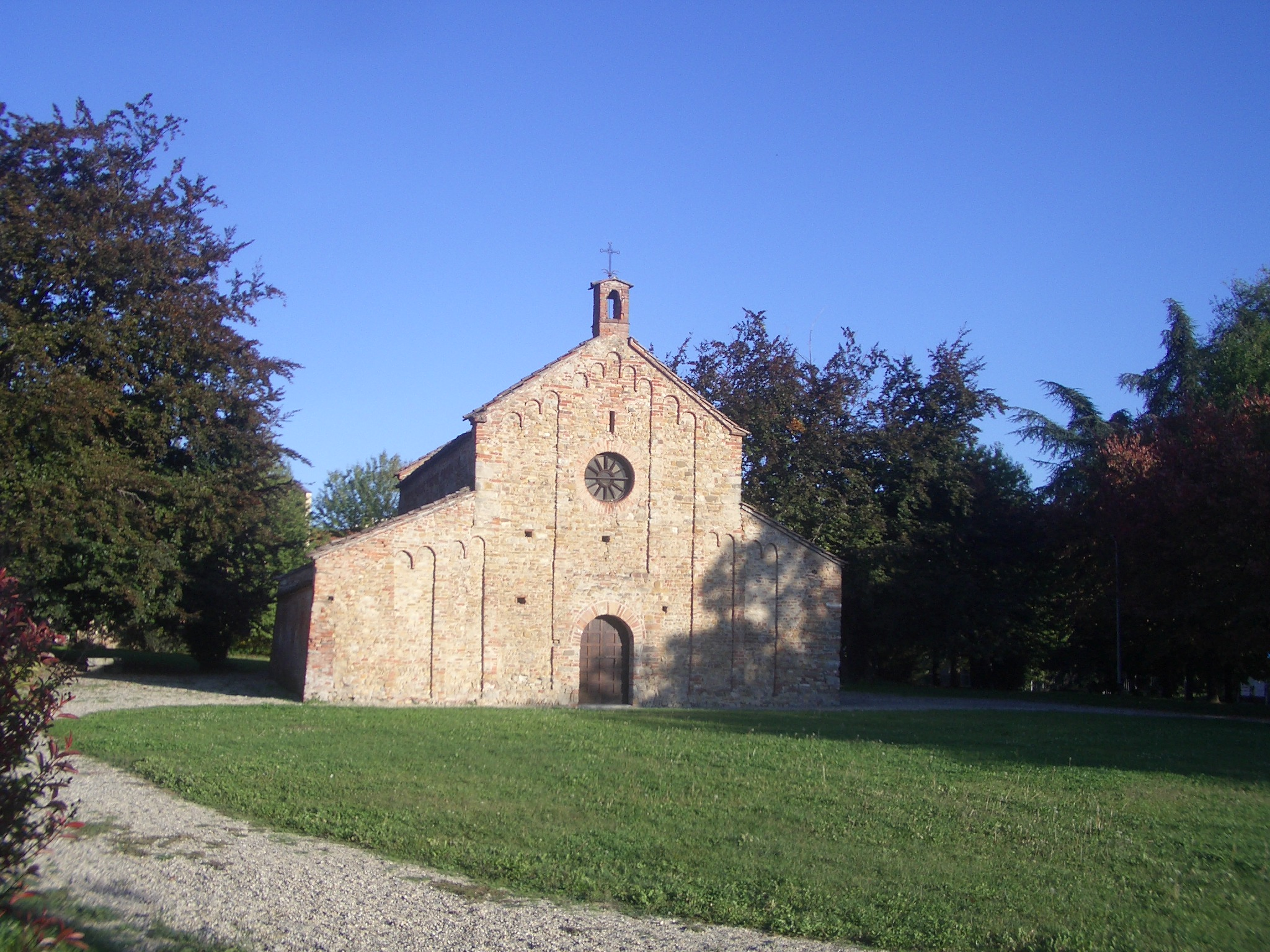
Viguzzolo

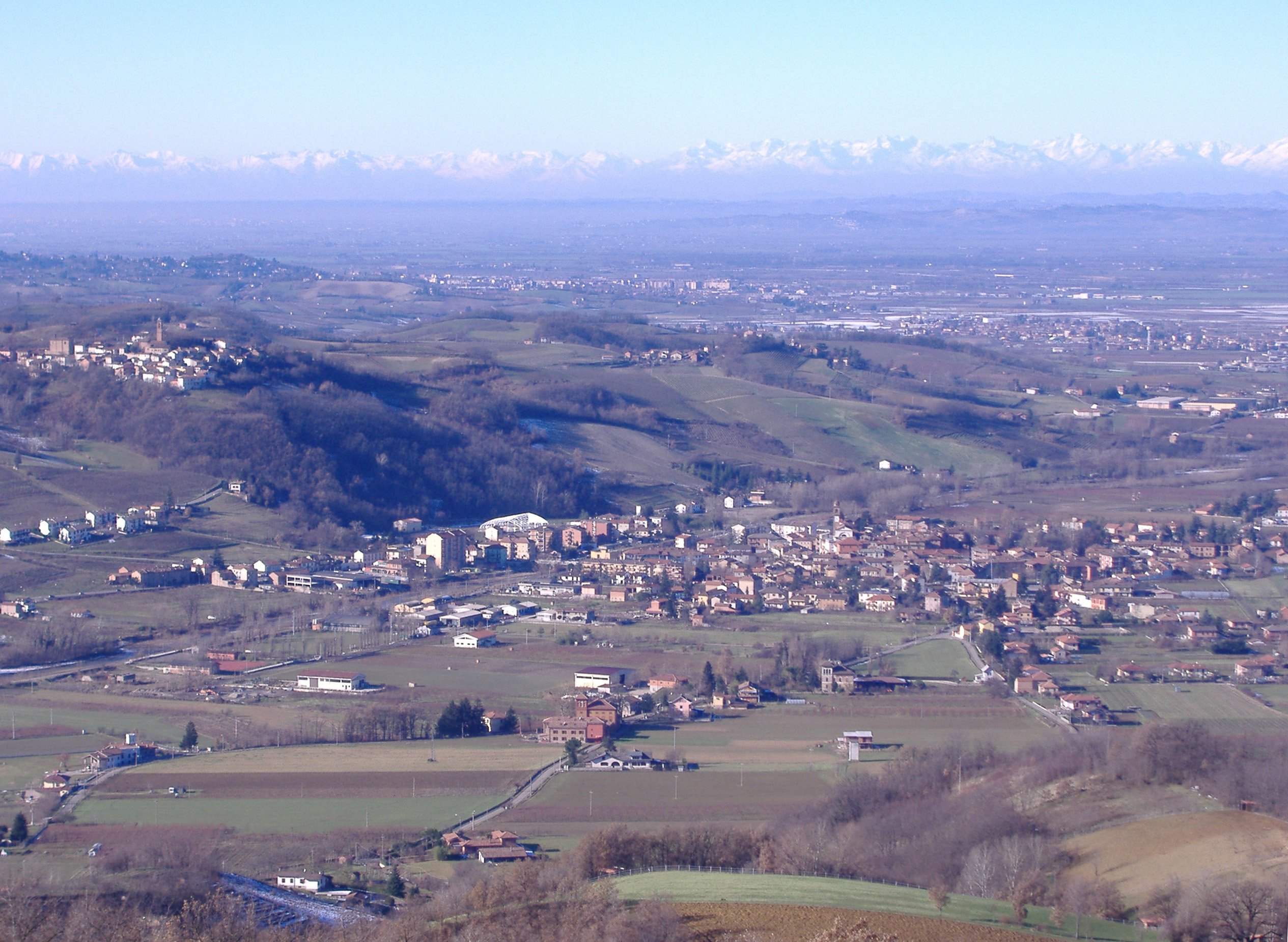
Volpedo

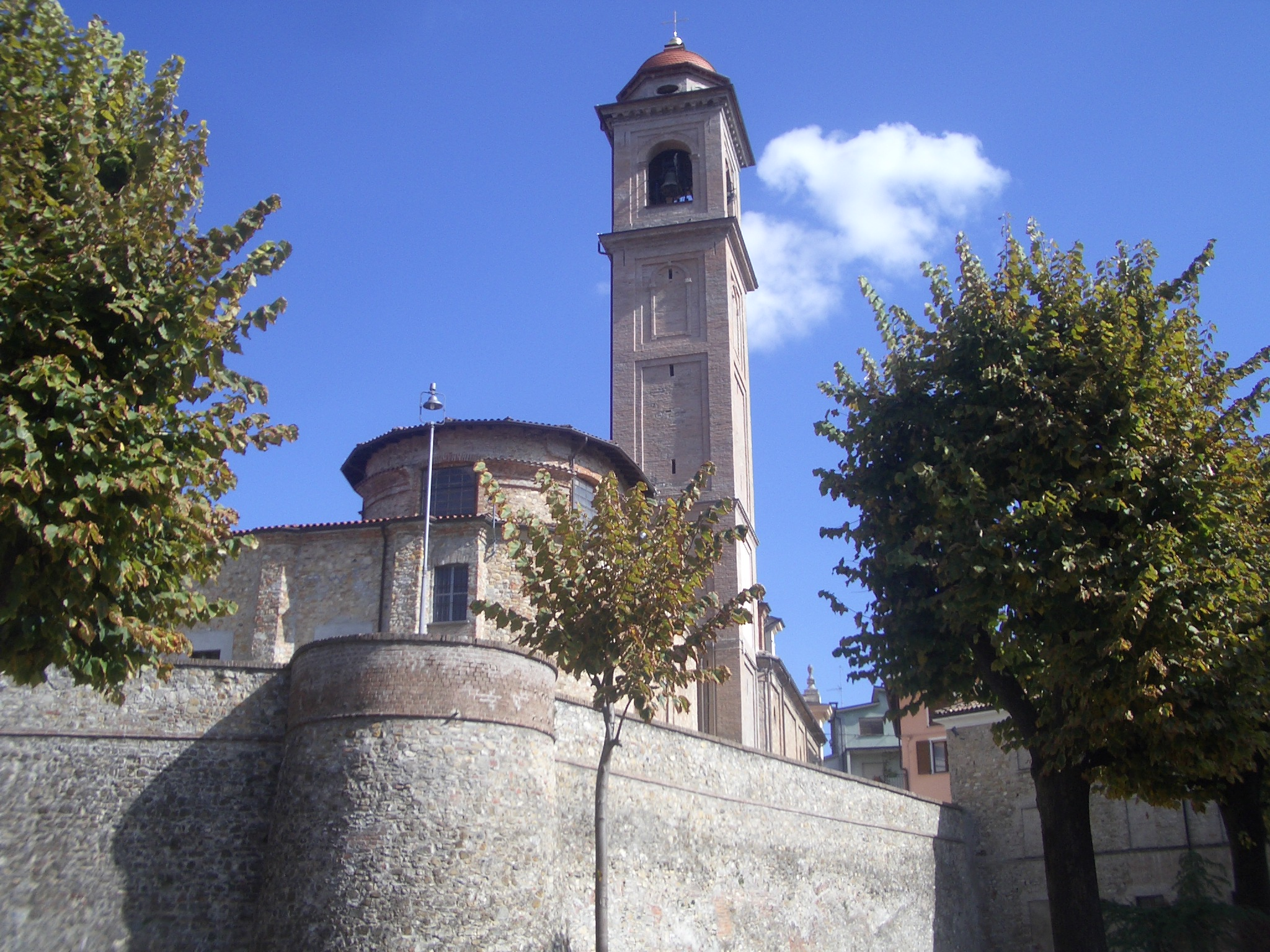
Antiche mura di Volpedo

| Stemma | Comune                | Superficie | Popolazione | Nome tortonese                    | Nome piemontese      |
| ------ | --------------------- | ---------- | ----------- | --------------------------------- | -------------------- |
|        | Tortona               | 99,29 km²  | 27.497      | Torton-a, Turtona                 | Turtona              |
|        | Alluvioni Cambiò      | 9,28 km²   | 1.007       | Liviòn                            | Lüviön               |
|        | Alzano Scrivia        | 2,07 km²   | 395         | Alsan                             | Autsàn               |
|        | Avolasca              | 12,30 km²  | 292         | Avulasca, Hurasca                 | Avolasca             |
|        | Berzano di Tortona    | 2,91 km²   | 160         | Bërsòu                            | Bèrsan               |
|        | Brignano-Frascata     | 17,42 km²  | 474         | Bërgnàu e Frascà                  | Brignàn e Frascàda   |
|        | Carbonara Scrivia     | 5,03 km²   | 1.088       | Carbunera                         | Carbunara            |
|        | Carezzano             | 10,30 km²  | 442         | Carzòu                            | Carsàn               |
|        | Casalnoceto           | 12,97 km²  | 958         | Ël Casal Nosé                     | Casal Nosé           |
|        | Casasco               | 9,03 km²   | 139         | Casasco                           | Casasch              |
|        | Castellania           | 7,66 km²   | 87          | Castlanìa                         | Castelanìa           |
|        | Castellar Guidobono   | 2,46 km²   | 408         | Ël Castlà Guidbòu                 | Castélar Guidbùn     |
|        | Castelnuovo Scrivia   | 45,42 km²  | 5.518       | Castelneuv da Scrivia, Castarnoev | Castelnöv de Scrivia |
|        | Cerreto Grue          | 4,78 km²   | 319         | Srèj, Srègh                       | Serè                 |
|        | Costa Vescovato       | 7,75 km²   | 375         | Còsta                             | Còsta                |
|        | Dernice               | 18,30 km²  | 232         | Dernìs, Darnìs                    | Dernìs               |
|        | Fabbrica Curone       | 53,72 km²  | 745         | Frògna, Fabrica                   | Fabriga              |
|        | Garbagna              | 20,70 km²  | 744         | Garbagna                          | Garbagna             |
|        | Gremiasco             | 17,39 km²  | 358         | Gremiasch                         | Gremiasch            |
|        | Guazzora              | 2,91 km²   | 321         | La Guassora, Guasura              | Guasöra              |
|        | Isola Sant'Antonio    | 23,94 km²  | 762         | Ìsola Sant Antòni, Isula          | Ìsula Sant Antòni    |
|        | Molino dei Torti      | 2,74 km²   | 685         | Molèj dij Tòrt                    | Mülin dij Tòrt       |
|        | Momperone             | 8,59 km²   | 227         | Mumpròn                           | Munprün              |
|        | Monleale              | 9,61 km²   | 618         | Monlià, Munlià                    | Munleal              |
|        | Montacuto             | 23,71 km²  | 314         | Montèigo                          | Montacüt             |
|        | Montegioco            | 5,44 km²   | 350         | Monzeugh, Munsoegh                | Mungiögh             |
|        | Montemarzino          | 9,81 km²   | 363         | Montmarsen, Munmarsèj             | Muntmarsen           |
|        | Paderna               | 4,22 km²   | 238         | Paderna                           | Paderna              |
|        | Pontecurone           | 29,81 km²  | 3.904       | Poncròu, Puncròu                  | Puncürün             |
|        | Pozzol Groppo         | 13,88 km²  | 380         | Posseu 'd Greupo, Pussòu          | Posseu Gröpp         |
|        | Sale                  | 44,72 km²  | 4260        | Sal                               | Sal                  |
|        | San Sebastiano Curone | 3,95 km²   | 616         | San Bastian da Cròu, San Bastioeu | San Sebastian Cürün  |
|        | Sant'Agata Fossili    | 8,04 km²   | 465         | Sant'Àgata                        | Sant'Àgata           |
|        | Sarezzano             | 13,79 km²  | 1.187       | Sarzòu                            | Sarzàn               |
|        | Spineto Scrivia       | 4,12 km²   | 364         | Spinegh                           | Spinee               |
|        | Viguzzolo             | 18,27 km²  | 3.198       | Vigseu                            | Vigüsöl              |
|        | Villalvernia          | 4,63 km²   | 999         | Vila Vèrnia                       | Vila Vèrnia          |
|        | Villaromagnano        | 6,12 km²   | 740         | La Vilëtta                        | Vilarumagnàn         |
|        | Volpedo               | 10,58 km²  | 1.211       | Volped, Vulped                    | Vulpee               |
|        | Volpeglino            | 3,22 km²   | 168         | Vulpièj                           | Vulpejn              |
| Totali |                       | 610,88 km² | 62.608      |                                   |                      |

### Comunità montane
| Denominazione                               | Sede amministrativa   | Superficie | Popolazione | Sito istituzionale                          | Note |
| ------------------------------------------- | --------------------- | ---------- | ----------- | ------------------------------------------- | --- |
| Comunità Montana Valli Curone Grue e Ossona | San Sebastiano Curone | 250,17 km² | 6.961       | Comunità Montana Valli Curone Grue e Ossona | Fanno parte del comprensorio montano i seguenti comuni del Tortonese: Avolasca, Berzano di Tortona, Brignano-Frascata, Casasco, Castellania, Cerreto Grue, Costa Vescovato, Dernice, Fabbrica Curone, Garbagna, Gremiasco, Momperone, Monleale, Montacuto, Montegioco, Montemarzino, Pozzol Groppo, San Sebastiano Curone e Volpeglino. |